# No Fences
No Fences är ett musikalbum av Garth Brooks. Det släpptes den 27 augusti 1990 och var uppföljare till debutsuccén 1989. 
Skivan innehåller hitsinglarna The Thunder Rolls, Unansweared Prayers, Two of a Kind och paradnumret Friends in Low Places.
Till både Friends in Low Places och The Thunder Rolls finns det en "hemlig" tredje vers som Garth enbart spelar live, eller som enbart kan höras på skivan Double Live från 1998.
The Thunder Rolls orsakade kontroverser när den släpptes eftersom den handlar om hur en bedragen kvinna till slut tar saken i egna händer. Videon blev bannlyst på de amerikanska tv-kanalerna under en lång tid.
Plattan nådde som högst tredje platsen Billboardlistans Top 200 men nådde nummer ett på countrylistan. Plattan har i dag passerat 17 000 000 i försäljning i USA, vilket gör den till den tredje bäst sålda countryplattan.
Skivan har producerats av Allen Reynolds.

## Låtlista

### Amerikanska versionen 1990
1. The Thunder Rolls
2. New Way to Fly
3. Two of a Kind, Workin' on a Full House
4. Victim of the Game
5. Friends in Low Places
6. Wild Horses
7. Unanswered Prayers
8. Same Old Story
9. Mr. Blue
10. Wolves

### Europeiska versionen
1. If Tomorrow Never Comes*
2. Not Counting You*
3. Much Too Young (To Feel This Damn Old)*
4. The Dance*
5. The Thunder Rolls
6. New Way to Fly
7. Two of a Kind, Workin' on a Full House
8. Victim of the Game
9. Friends in Low Places
10. Wild Horses
11. Unanswered Prayers
12. Same Old Story
13. Mr. Blue
14. Wolves

* Från Garth Brooks 1989, som vid denna tidpunkt inte släppts i Europa.

### Nyutgåva 1998
1. The Thunder Rolls
2. New Way to Fly
3. Two of a Kind, Workin' on a Full House
4. Victim of the Game
5. Friends in Low Places
6. This Ain't Tennessee*
7. Wild Horses
8. Unanswered Prayers
9. Same Old Story
10. Mr. Blue
11. Wolves

*Bonusspår